# Кантен, Жан-Батист
Жан-Батист Кантен (младший), родился до 1690 г. в Париже, умер около 1742 года в Париже, скрипач и композитор французского барокко.

## Биография
Жан-Батист Кантен, брат Бертена Кантена, становится в 1718 году скрипачом в королевской Академии музыки. Вероятно, из-за возраста он играет с 1738 г. на квинтовой скрипке (альт, размером 52,5 см) в Большом Хоре. Качество его игры упоминается несколько раз в журнале Mercure de France, а также о нём упоминает немец Фридрих Вильгельм Марпург, который даёт оценку качества его игры.
Его работы являются образцом камерной музыки. Все его 17 опусов посвящены трио-сонатам, большинство из которых четырёхчастны. Как и у других композиторов эпохи, его сонаты исполняются ансамблем и не предназначены для сольного исполнения. В его сонатах можно обнаружить влияние итальянских мастеров скрипичных сонат, в частности, А. Вивальди, А. Корелли и др. В своих сонатах он помечает исполнение пассажей (например, удар смычком) и динамику.

## Список произведений
- Opp. 1–3, 3 книги по 10 сонат в каждой для скрипки и бассо континуо (Париж, 1724—1728)
- Opp. 4–7, 3 книги трио-сонат для 2 скрипок или 2 флейт и бассо континуо (Париж, 1729)
- Opp. 8–12, четырёхчастные сонаты (Париж, после 1729)
- Op. 14, 6 сонат для скрипки и бассо континуо (Париж, после 1729)
- Op. 17, сонаты и симфонии в трёх и четырёх частях (Париж, около 1740)